# Angélica Liddell
Angélica Liddell Zoo, pseudonimo di  Catalina Angélica González Cano (Figueras, 1966) è una scrittrice, attrice e regista teatrale spagnola, nota per il suo stile teatrale trasgressivo che intreccia recitazione, danza, musica, body art in performance estreme, su temi che riguardano la morte, il sesso, la violenza, il potere, la ritualità, il sacrificio e il dolore.

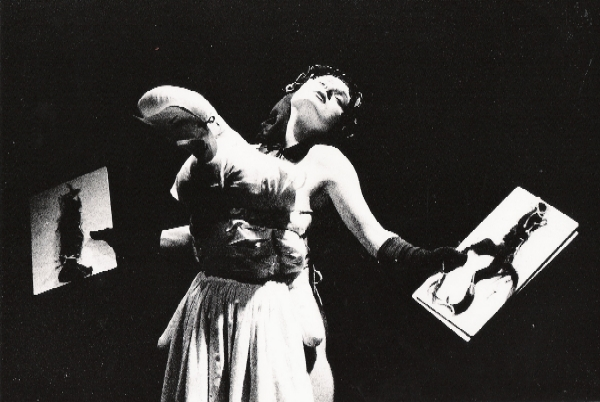
Angélica Liddell

Ha vinto numerosi premi, fra cui il Premio nacional de literatura dramática 2012, il Leone d'Argento della Biennale Teatro di Venezia 2013 e il Premio Leteo 2016.
Nel 2017 è stata insignita dell’onorificenza di Chevalier des Arts et Lettres dal Ministero della Cultura francese.

## Biografia
Nata nel 1966, in piena dittatura franchista, fino all'età di sette anni vive a Figueras, città natale di Salvator Dalì. Inizia a dedicarsi alla scrittura fin da bambina, scrivendo poesie e racconti, un modo per sfuggire alla solitudine di figlia unica, sottoposta a continui spostamenti con la famiglia per seguire la carriera del padre militare.
Dopo Figueras, il padre viene trasferito a Valencia, dove la famiglia trova sistemazione in una casa all'interno di una zona militare; qui la giovane Liddell assiste a numerosi episodi di violenza e tentativi di suicidio: "sottufficiali che uccidono il capo, comandanti che uccidono le loro mogli, proiettili vaganti... un mondo di pazzi in cui "ti uccido" e 'se viene gli sparo' erano frasi di uso quotidiano".
Stabilitasi qualche anno dopo con la famiglia a Burgos, da adolescente comincia a manifestare sintomi di ulcera sanguinante e di depressione, passando lunghi periodi in cura dai medici; a 14 anni scrive due opere tragiche di circa duecento pagine in forma di dialogo, in cui tutti i protagonisti periscono di morte violenta. Riceve un'educazione rigidamente religiosa: fino all'età di 17 anni frequenta un collegio gestito da monache.
Si trasferisce in seguito a Madrid per studiare drammaturgia. Iscrittasi al Conservatorio di Madrid, lo abbandona dopo essere rimasta delusa dagli insegnanti e dalla scuola; in seguito si laurea in Psicologia e Arte Drammatica alla Real escuela superior de arte dramática di Madrid (RESAD).

### 1988-1991
Debutta come drammaturga nel 1988 con Greta quiere suicidarse (Greta vuole suicidarsi) con cui ottiene il suo primo riconoscimento, il Premio Ciudad de Alarcón.

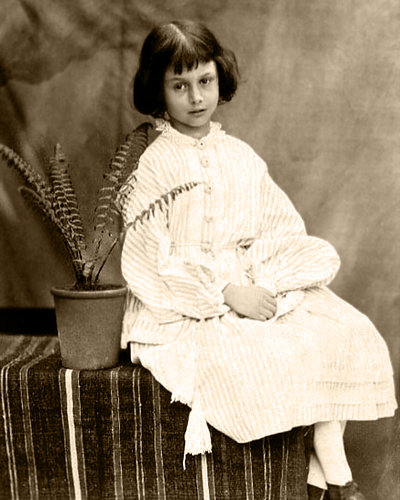
Alice Liddell, musa di Lewis Carroll, 1860

Per la sua attività di regista cambia il proprio cognome in Liddell, inizialmente Liddell Zoo, con riferimento ad Alice Liddell, la bambina da cui trasse ispirazione Lewis Carroll per il suo Alice nel paese delle meraviglie, mentre nel ruolo di attrice mantiene per un certo periodo il suo vero nome, Angélica González.
Nel 1990 scrive La condesa y la importancia de las matemáticas (La contessa e l'importanza della matematica), un'opera ancora inedita, in seguito da lei stessa definita "un prodotto di cattiva digestione del cinema di Peter Greenaway".
Nel 1991 compone El jardín de las mandrágoras, messo in scena due anni dopo.

### 1992-2002
Nel marzo 1992 si iscrive a un laboratorio di drammaturgia tenuto dall'autore cileno Marco Antonio de la Parra che la impegna per circa quindici mesi, al termine dei quali produce, sotto la guida di quest'ultimo, l'opera Leda, il cui testo è il primo da lei scritto e pubblicato. Nello stesso periodo, nel maggio del 1993, fonda con Gumersindo Puche la compagnia teatrale Atra Bilis (trad. atrabile, o bile nera, calco dal greco μελαγχολία). Interrogata sulle ragioni che l'hanno portata a scegliere questo nome - melanconia, un termine della medicina ippocratica designante uno dei quattro umori dell’uomo, che nel corso dei secoli assume i significati di tristezza, accidia, psicosi maniaco-depressiva - in un'intervista afferma che la malinconia, alla quale non può sfuggire, fa parte della sua natura, e che il suo lavoro, non distante dalla sua esperienza personale, ne riflette la presenza: "Il teatro è il mio personale manicomio. Il teatro è follia sotto controllo, sotto tonnellate di controllo".

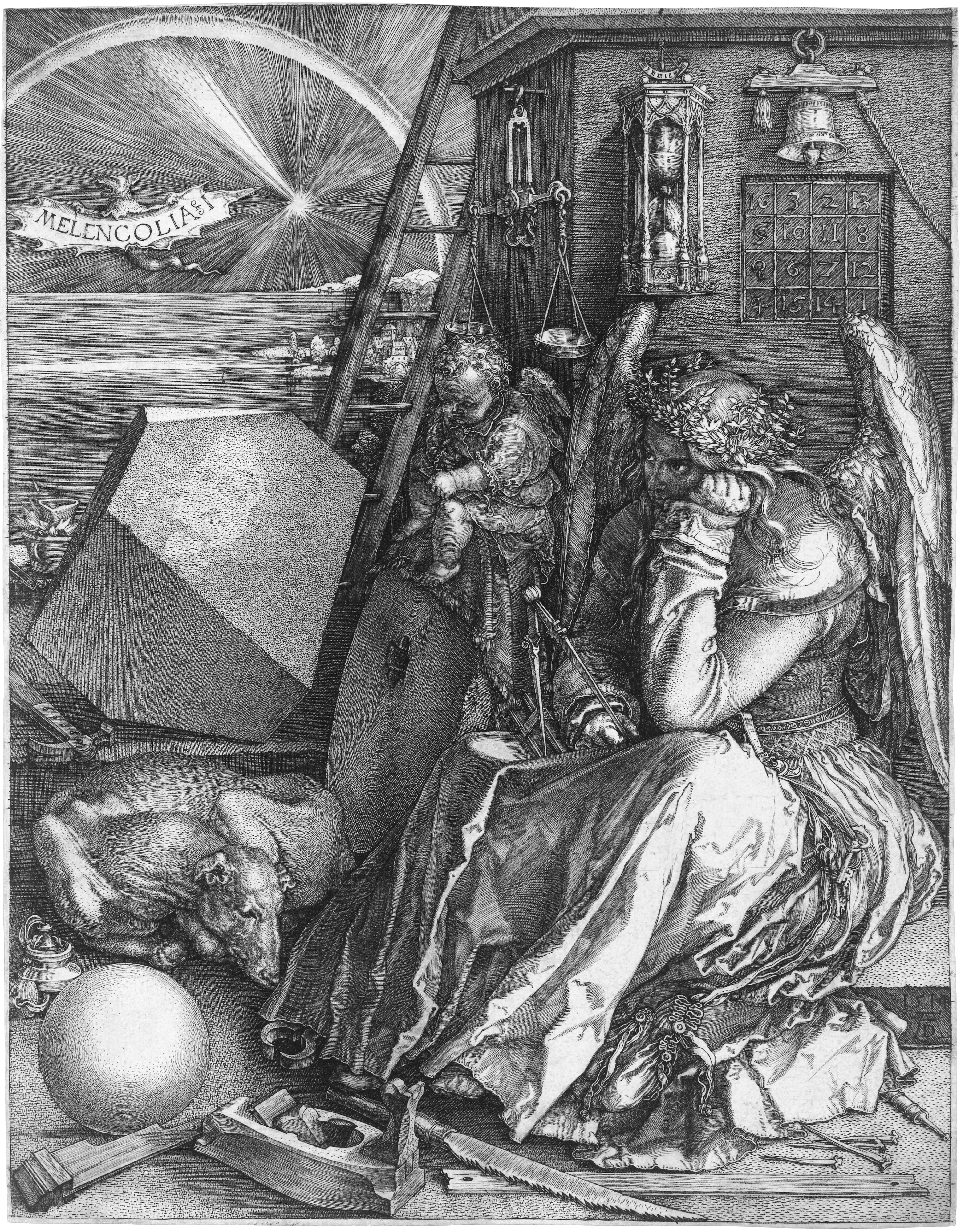
Albrecht Dürer, Melancholia, 1514

Il primo spettacolo messo in scena dalla compagnia Atra Bilis è l'opera di ispirazione gotica El jardín de las mandrágoras, dal sottotitolo Piccola tragedia metafisica sessuale suddivisa in nove scene e cinque gigli, scritto da Liddell nel 1991. La protagonista è una suicida che "purifica il suo amore attraverso l'offerta del proprio cadavere". La ricerca della bellezza, il mix di sesso, morte, passione e sacrificio, l'uso della pittura e della musica come referenti diretti, prefigurano alcuni dei temi che caratterizzeranno la sua futura produzione.
A partire da questa rappresentazione Liddell si dedicherà professionalmente alla scrittura, alla regia e all'interpretazione delle proprie opere.
Eguía Armenteros individua come elemento comune della produzione dal 1993 al 2002 il focus riservato ad aspetti che riguardano la famiglia e l'ambiente privato - rapporti genitori-figli, rapporti di coppia, procreazione - come entità aggressiva che limita la libertà del sé. I conflitti generati all'interno di questo contesto si esprimono in riti snaturati, “crimini", in cui sesso e morte si combinano: Dolorosa (1994), che racconta del rapporto tra una prostituta e un malato terminale, affronta il tema dell'amore come salvezza e come sacrificio, ripresentato anche in Morder mucho tíempo tus trenzas (1996); Frankenstein (1998), spettacolo per attori e marionette ispirato all'opera di Mary Shelley e al teatro giapponese bunraku, fa riferimento alla religione, al rapporto genitori-figli; Perro muerto en tintorería, los fuertes (1999) narra di rapporti incestuosi, mentre il Tríptico de la aflicción, scritto fra il 2000 e il 2001, è così commentato da Liddell: «Abbiamo scelto la famiglia come territorio di afflizione. Perché in famiglia si ama ma siamo anche obbligati ad amare».
Durante questo periodo la produzione della regista catalana si configura come "teatro d'eccesso" in tutti i suoi approcci: "saturazione verbale con marcato uso dell'escatologico e del sessuale; sovraccarico plastico e «caos visivo» con un'espressività dei "gesti più primitivi dell'uomo".

### 2002-2009
In questa seconda fase l'attenzione è spostata all'"ambiente globale", l'uso dei personaggi viene sospeso a favore di una personale drammaturgia fondata sul monologo.
Nel 2002 Angélica Liddell presenta l'opera Monólogo necesario para la extinción de Nubila Wahlheim y Extinción, con cui nel 2003 riceve il Premio Casa de América per l'innovazione drammaturgica. In questa pièce, ispirata a Samuel Beckett, applica quello sarebbe diventato un nuovo paradigma letterario: "l'eliminazione del personaggio al fine di esplorare i limiti della coscienza dell'ego individuale". Liddell annota: "D'ora in poi totale assenza di personaggi, solo il disgustosamente confessionale."

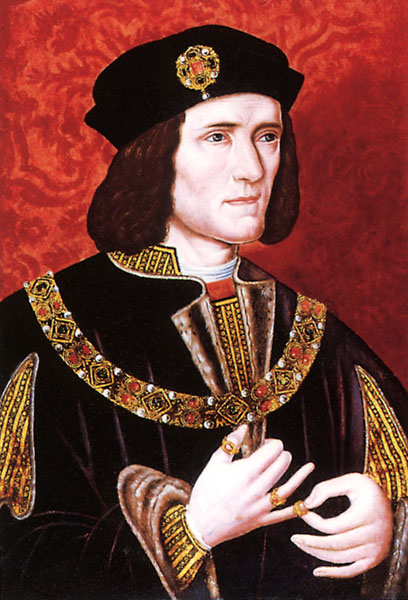
Ritratto di Riccardo III

La prima parte dell'opera, che dal titolo risulta essere rivolta ad un bambino, è costituita dal monologo/testamento dell'autrice/Nubila che confessa la sua disperazione per non essere amata; la seconda parte, La Pasion anotada de Nubila Wahlheim, ha per protagonisti gli assassini di Nubila, torturata, stuprata e uccisa in un pollaio, che dopo aver trovato e letto il diario della ragazza nel quale riporta le sue pene, si identificano con la vittima, condividendo lo stesso dolore, perché essi stessi vittime della mancanza di amore. La cerimonia dello stupro/martirio e la lettura del diario conducono al riconoscimento della "passione" e alla catarsi.
Nello stesso anno Liddell mette in scena Once upon a time in West Asphixia (C'era una volta in West Asphixia, 2002), ispirato agli spaghetti western di Sergio Leone, con protagoniste due ragazze che decidono di fingere di essere gemelle ed emulare un compagno di classe che ha ucciso il padre.
Nel 2005-2006 l'autrice porta a compimento la trilogia Actos de resistencia contra la muerte, composta da Y los peces salieron a combatir contra los hombres (2005), La manzana y como no se pudrió Blancanieves (2006) e El año de Ricardo (2006), il cui legame è rappresentato dalla critica al potere e dal riferimento a problemi sociali: la morte degli immigrati africani che annegano in mare nel tentativo di raggiungere la Spagna su piccole e malconce imbarcazioni, trattato in Y los peces salieron; il dramma dei bambini soldato in Blancanieves, privati della loro infanzia, vittime delle guerre fra eserciti dispiegati "per legittimare l'immenso piacere che procura agli uomini l'esercizio della crudeltà"; l'ipocrisia e l'abuso di potere in Ricardo.
Dalla fondazione di Atra Bilis nel 1993, trascorreranno oltre dieci anni di esperienza professionale prima che la compagnia teatrale ottenga un tributo dalla critica. Mi relación con la comida (2005) fa menzione degli anni di stenti economici, dell'assenza di alcun tipo di sussidio, delle critiche ricevute e dell'esasperazione crescente nei confronti dell'esterno. Mentre diverse opere di Liddell vengono tradotte in America Latina, dove la compagnia si reca spesso per presentare le sue opere, Lesiones incompatibles con la vida, Dolorosa, La falsa suicida e Suicidio de amor por un difunto desconocido vedono la luce prima in Portogallo che in Spagna.
La svolta professionale, il riconoscimento del lavoro di Liddell nel suo paese natale avviene nel dicembre 2007, quando il direttore del Centro Dramático Nacional, Gerardo Vera, le propone l'anteprima di una delle sue opere al Teatro Valle Inclán di Madrid.
Con il testo Perro muerto en tintorería: Los fuertes, messo in scena nel 2007, ha luogo anche un cambiamento negli spettacoli, oltre che nella carriera della regista: mentre in precedenza era accompagnata in scena dal suo unico partner Gumersindo Puche, ora si serve di un cast di sei attori professionisti e di un grande palcoscenico, in cui allestisce una scenografia complessa, utilizzando dipinti, manichini alti circa un metro e mezzo in silicone color carne, proiezioni, musica, installazioni costruite con materiali organici e deperibili (terra, latte, lana) e realizzando per la prima volta un'opera di "grande formato". La pièce, una rilettura innovativa e invertita del Contratto sociale di Rousseau, fa riferimento ad un testo scritto nel 1999, una "favola lineare" che ora viene meticolosamente decostruita, rimuovendo informazione e destrutturando i dialoghi, trasformati in monologhi.

### 2010-2021

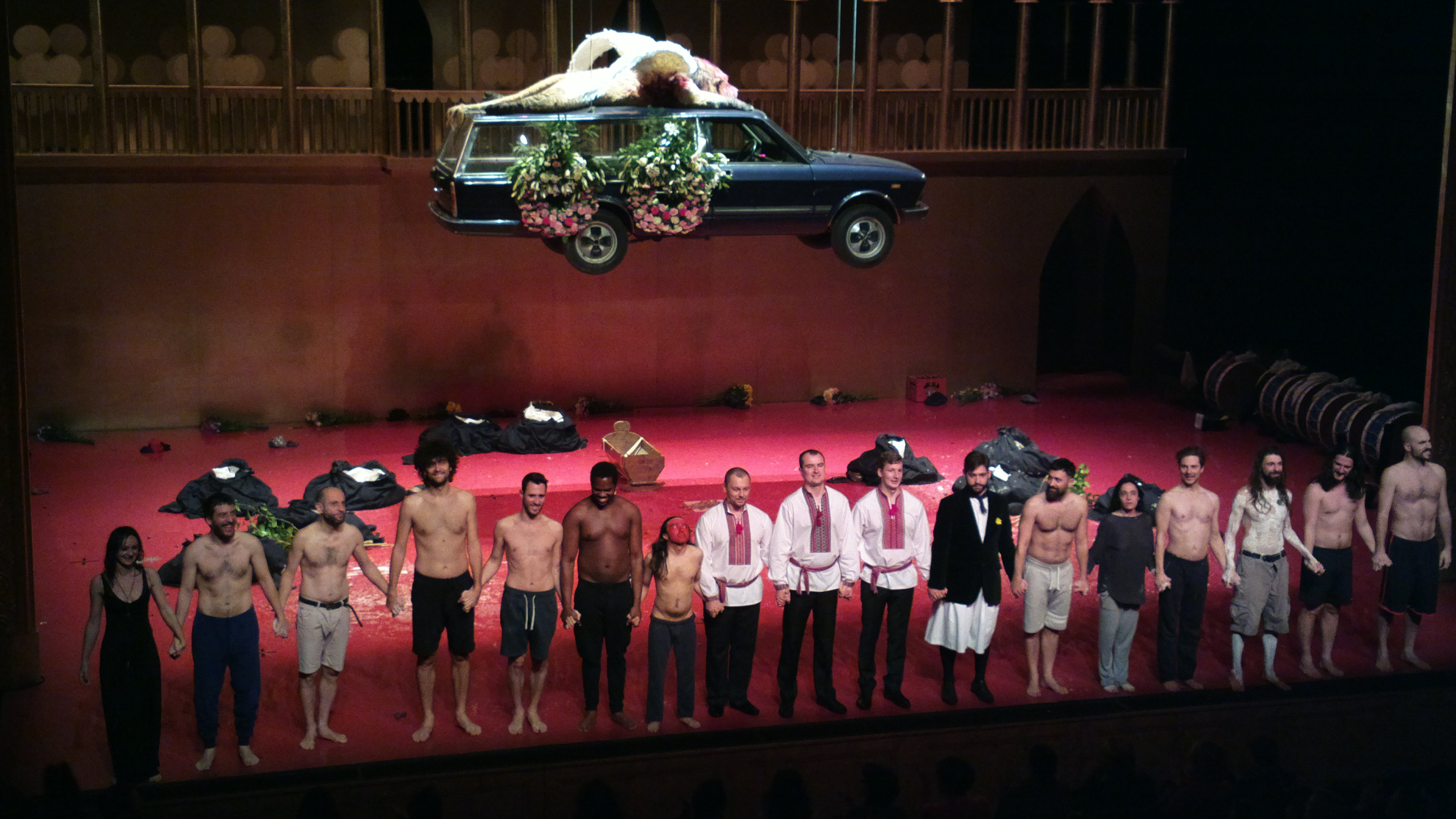
Angélica Liddell, Lo stupro di Lucrezia, 2014

Nel 2010 Liddell debutta al Festival di Avignone con due pièces, El año de Ricardo e La casa de la fuerza. Per quest'ultima, nel 2012 vince il Premio nacional de literatura dramática, conferitole dal Ministero dell'Istruzione, della Cultura e dello Sport spagnolo.
Dal 2011 è candidata al Premio Europa Realtà Teatrali del Premio Europa per il teatro.
Nel 2013 presenta all'Odeón di Parigi, in occasione del Festival di Autunno della capitale francese, Todo el cielo sobre la tierra (el síndrome de Wendy), e nello stesso anno le viene assegnato dalla Biennale di Venezia il Leone d’argento “per aver cancellato la linea divisoria tra diversi generi e stili d'arte, facendo sì che la miscela di parole, immagini, suoni, musica, gioco, il drammatico, il divertente e il tragico compongano un tutto”. Per la Biennale dirige anche un laboratorio di teatro nel quale si concentra sulla figura di Lucrezia, che darà vita alla sua successiva opera You are my destiny (2014, prima mondiale al Zagreb World Theatre Festival), ispirata al poema narrativo Lo stupro di Lucrezia (1594) di Shakespeare, in cui "esplora il femminicidio e il dolore che provoca il desiderio".
Nel 2014 rinuncia volontariamente a mettere in scena le sue opere nel suo paese d'origine. Quattro anni dopo fa ritorno a Madrid per la prima di La lettera scarlatta (2018), per la quale riceve accuse di misoginia da parte di chi interpreta quest'opera come un attacco al movimento Me Too.
Tra il 2011 e il 2017, dopo Actos de resistencia contra la muerte (2005-2006), compone delle nuove trilogie, ognuna delle quali concentrata su una "ossessione" che la impegna in un processo creativo della durata di due-tre anni: la Trilogia cinese (2011-2013), di cui fanno parte Maldito sea el hombre que confía en el hombre (2011), Ping Pang Qiu (2012), Todo el cielo sobre la tierra (el síndrome de Wendy, 2013); il Ciclo de las resurrecciones (2014-2015), che comprende You are my destiny (Lo stupro di Lucrezia, 2014), Tandy (2014), Primera carta de San Pablo a los corintios (2015); la Trilogia dell'infinito (2015-2017), composta da Esta breve tragedia de la carne (2015), ¿Qué haré yo con esta espada? (2016), Génesis 6, 6-7" (2017).
Nel 2021 il suo lavoro Liebestod intreccia la biografia del leggendario torero Juan Belmonte con la storia di Tristano e Isotta nella versione di Wagner, dalla cui aria finale è tratto il titolo, Liebestod, “morire d’amore”, un lavoro presentato ad Avignone e l'anno successivo in Italia, all'Arena del Sole di Bologna.

### Altre attività letterarie e artistiche

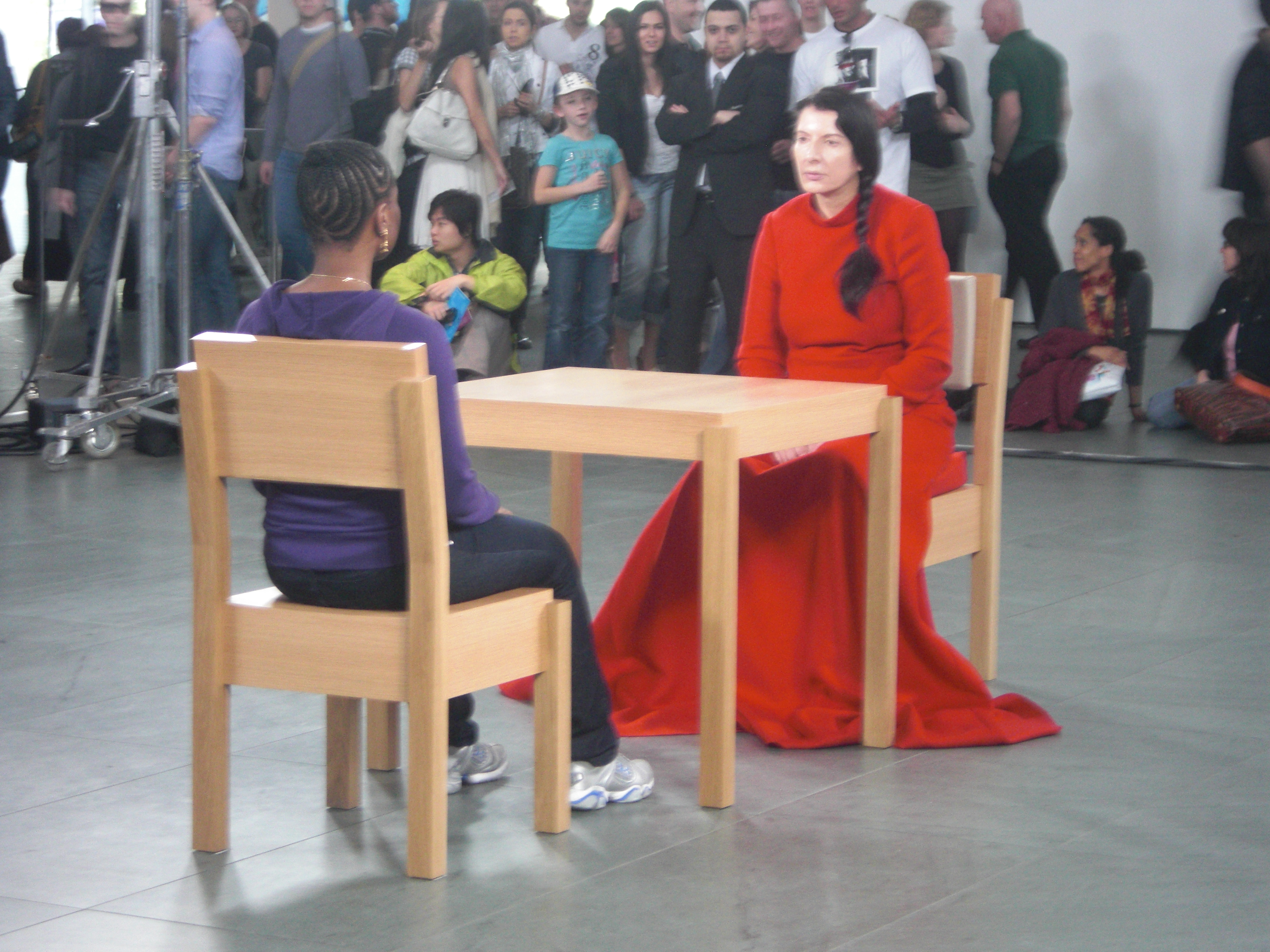
Marina Abramovic, 2010

Oltre ad essere drammaturga, attrice, performer e regista dei suoi spettacoli, nei quali opera anche come scenografa e costumista, Liddell pubblica anche poesie, romanzi, diari e testi teorici. Ama inoltre fotografare; nel suo blog, curato per diversi anni prima di decidere di chiudere la parte riguardante la sua vita personale, ha pubblicato diverse foto.
La prima opera teatrale di cui ha pubblicato il testo è Leda, nel 1993. Uno dei saggi più significativi è El sacrificio como acto poético (2014), costituito da una serie di scritti che chiariscono la relazione tra gli approcci teorici dell'autrice e la sua scrittura teatrale.
Fra i libri di poesia, Los deseos en Amherst (2007), Frankenstein y la historia es la domadora del sufrimiento, (2009).
Liddell è autrice anche di diverse performance, da lei chiamate “azioni”, ossia brevi opere non strutturate, alcune delle quali pubblicate, che espongono un situazione specifica. Fra queste vi è La desobediencia, in cui sono raccolti cinque brevi "azioni", testi teatrali nati da esperienze personali: Lesiones incompatibles con la vida (2003), dove spiega il suo rifiuto della maternità; Broken Blossoms (2004), un audiovisivo in cui mette in discussione l'importanza e il potere dei drammaturghi celebrati da pubblico e critica; Yo no soy bonita (2005), in cui tratta della violenza sulle donne; Enero e Ni siquiera el fuego goza de salud. Per questo suo aspetto di artista performer, per la sua ricerca sul corpo e sul dolore fisico, Liddell è stata accostata a Marina Abramović.

## Stile, temi, influenze
(Angelica Liddell, Perro muerto en tintorería : los fuertes, 2007)
Il teatro di Angelica Liddell sfugge a ogni drammaturgia convenzionale; il suo linguaggio, fortemente espressivo, è fisico, trasgressivo, spesso scioccante, costellato di azioni estreme (dall'autolesionismo alla masturbazione, come in Te haré invencible con mi derrota, Prima lettera di San Paolo ai Corinzi o Liebestod), che rendono il dolore materia teatrale, ma anche dimensione reale, violenza che l'autrice infligge alla sua stessa carne, sovvertendo la dimensione di finzione propria del teatro e "spingendo questa materia ai limiti dell'esperienza drammatica".
I suoi temi ricorrenti sono il sesso e la morte, la violenza e il potere, la pazzia, la ritualità, il sacrificio e il dolore.
Per Liddell, arte e vita, scrittura e biografia, creazione poetica ed esperienza personale sono fra loro estremamente connessi, non separabili: "Invece di sparare a qualcuno, scrivo. È una fortuna, vero? Sul palco posso uccidere liberamente. E anche posso uccidermi un milione di volte." L'autrice trova nel teatro "i mezzi per “sostenere” l'insopportabile": "Grazie al teatro organizzo il dolore e lo comprendo".
Liddell definisce la sua estetica “pornografia dell'anima”, volta a rompere "la barriera del pudore inteso come qualcosa di emotivo, scavando nelle miserie umane ed abbattendo la barriera che separa il pubblico dal privato”.
Nel suo teatro, al centro della realtà scenica pone il corpo, declinato a strumento di rivelazione, redenzione e catarsi, usato in modo violento e scioccante; unita all'austerità scenica, rivela le sue affinità con il teatro della crudeltà di Artaud.

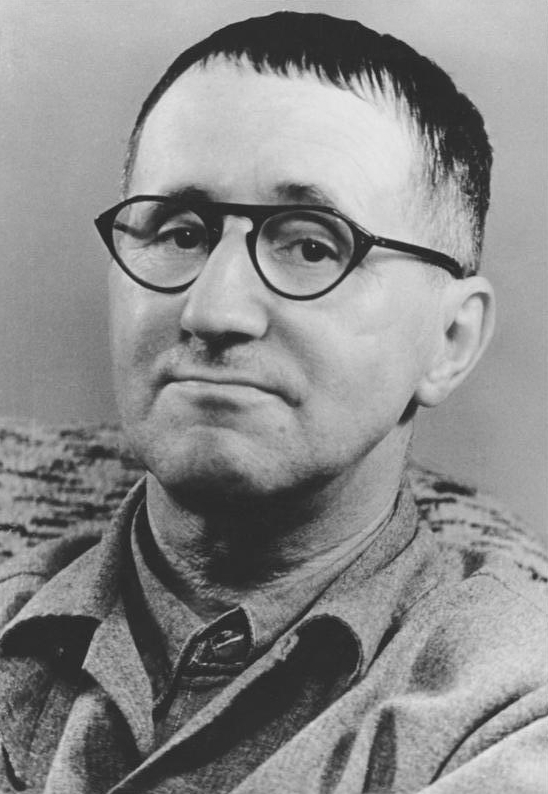
Bertolt Brecht, 1954

Nelle pièce di Liddell l'azione è costituita da uno scarso numero di eventi e di informazioni, predominano i temi; il senso degli episodi, fra loro discontinui, deve essere ricostruito dallo spettatore. L'organizzazione della scena persegue una finalità simbolica, non realistica: suddivisa in microspazi disgiunti in cui si svolgono azioni a loro volta giustapposte nel tempo, comprende oggetti o materiali posti a terra, appesi a funi o alle pareti, senza logica apparente, carichi di una valenza cerimoniale, rituale.
Emmanulle Garnier indica come caratteristica del teatro di Liddell la dimensione metateatrale, intesa a creare lo spettacolo nello spettacolo e ad inserire elementi di realtà nella finzione, come ad esempio l'uso di immagini/fotografie proiettate in scena, spesso riguardanti la stessa autrice, che producono un effetto di reduplicazione e di straniamento. Tale uso, da parte di Liddell, della realtà teatrale come strumento di "disillusione", di impronta brechtiana, viene da Garnier rilevato anche nel campo d'azione degli attori, la cui "recitazione, gestualità, dizione e discorso al pubblico" verrebbero finalizzati ad una "disalienazione ideologica"; i monologhi, come ne El año de Ricardo sono resi con un tale ritmo e potenza vocale, e caratterizzati da una tale "mostruosità" di contenuti, da creare nello spettatore una presa di distanza, da rendere impossibile l'identificazione con il personaggio.
Il drammaturgo spagnolo Juan Antonio Mayorga Ruano, oltre ad esprimere la sua riluttanza nei confronti del "teatro dell'io", ha notato come uno dei rischi del “teatro de shock”, entrambi rappresentati da Liddell, sia quello di lasciare nella memoria degli spettatori irrequietezza, senso di disagio, emozioni spiacevoli o reazioni sorprendenti, coprendo od oscurando il contenuto dell'opera, la critica nei confronti della realtà rappresentata.

### Rapporto con le altre arti
(Angélica Liddell, Intervista, 2000)

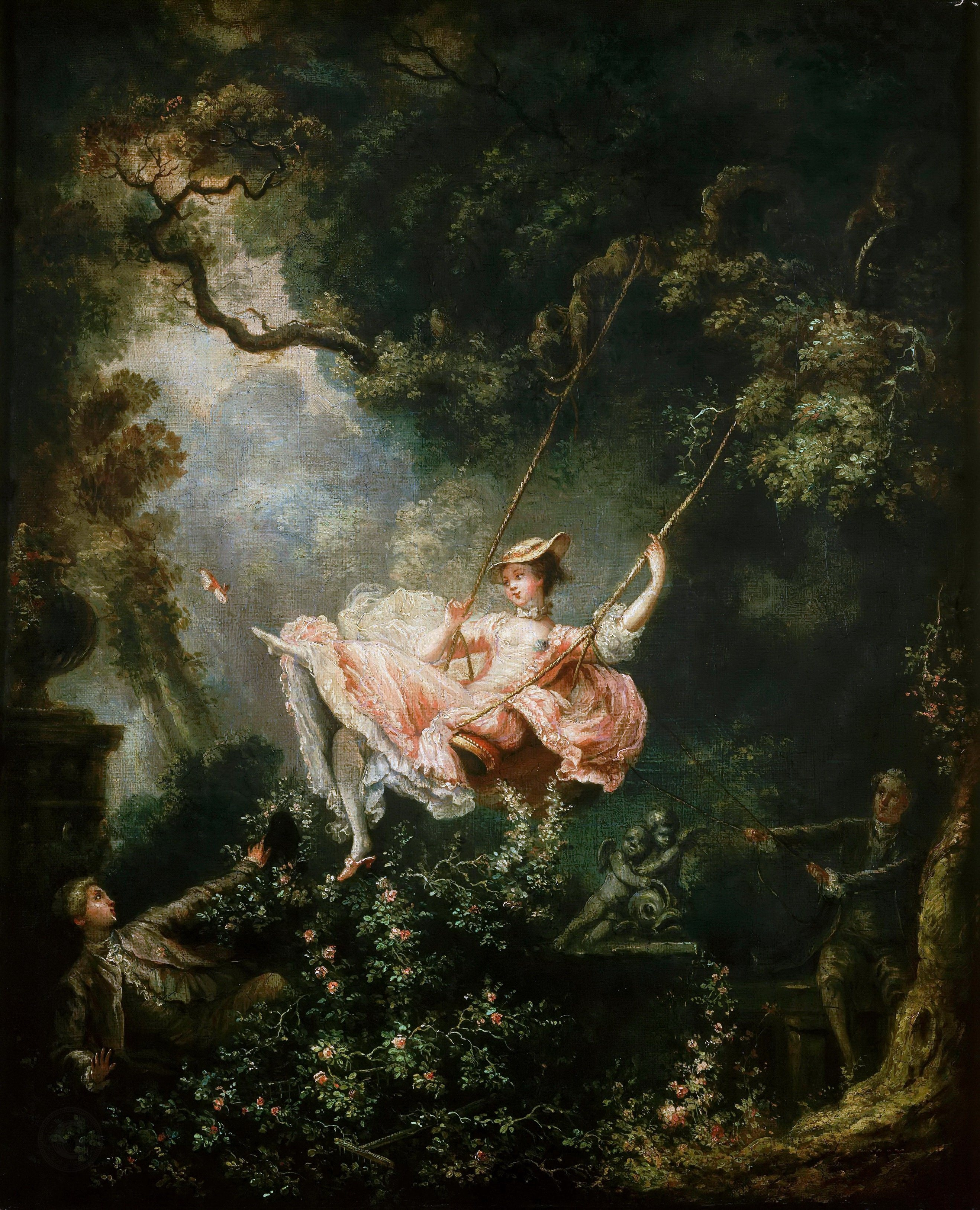
Jean-Honoré Fragonard, L'altalena

Angelica Liddell oltre ad essere regista e interprete, è anche scenografa, costumista e sceglie personalmente le musiche dei suoi spettacoli, mentre affida l'illuminazione di quasi tutte le messe in scena a Carlos Marquerie, drammaturgo, regista, pittore, scenografo, e la realizzazione dei manichini di cartapesta dall'aspetto inquietante usati in alcuni drammi, come Perro muerto en tintorería e Maldito sea el hombre que confía en el hombre ad uno scultore e artista visivo. Nel suo teatro gli stimoli visivi e sonori acquistano una valenza emotiva pari a quella delle parole e delle azioni.
Le musiche usate si ispirano al melodramma italiano, alla musica classica o da camera, ma anche ad altri generi, come la musica popolare o il pop; alcuni pezzi e canti sono realizzati dal vivo (in La casa de la fuerza interviene un’orchestra di mariachi messicani). In scena Liddell si avvale di strumenti musicali anche come soggetti narrativi: in Te haré invencible con mi derrota, dedicato alla violoncellista britannica Jacqueline du Pré, scomparsa prematuramente a causa della sclerosi multipla, il violoncello si trasforma in uno strumento di tortura.
Nei suoi spettacoli i riferimenti alla pittura, o la diretta riproduzione di dipinti, sono frequenti: in Perro muerto en tintorería il quadro di Jean-Honoré Fragonard, L’altalena (1767) occupa una parte della scena, la Venere di Tiziano (1538) fa da sondo alla Primera carta de San Pablo a los Corintios.

### Legame con i classici
(Angélica Liddell)

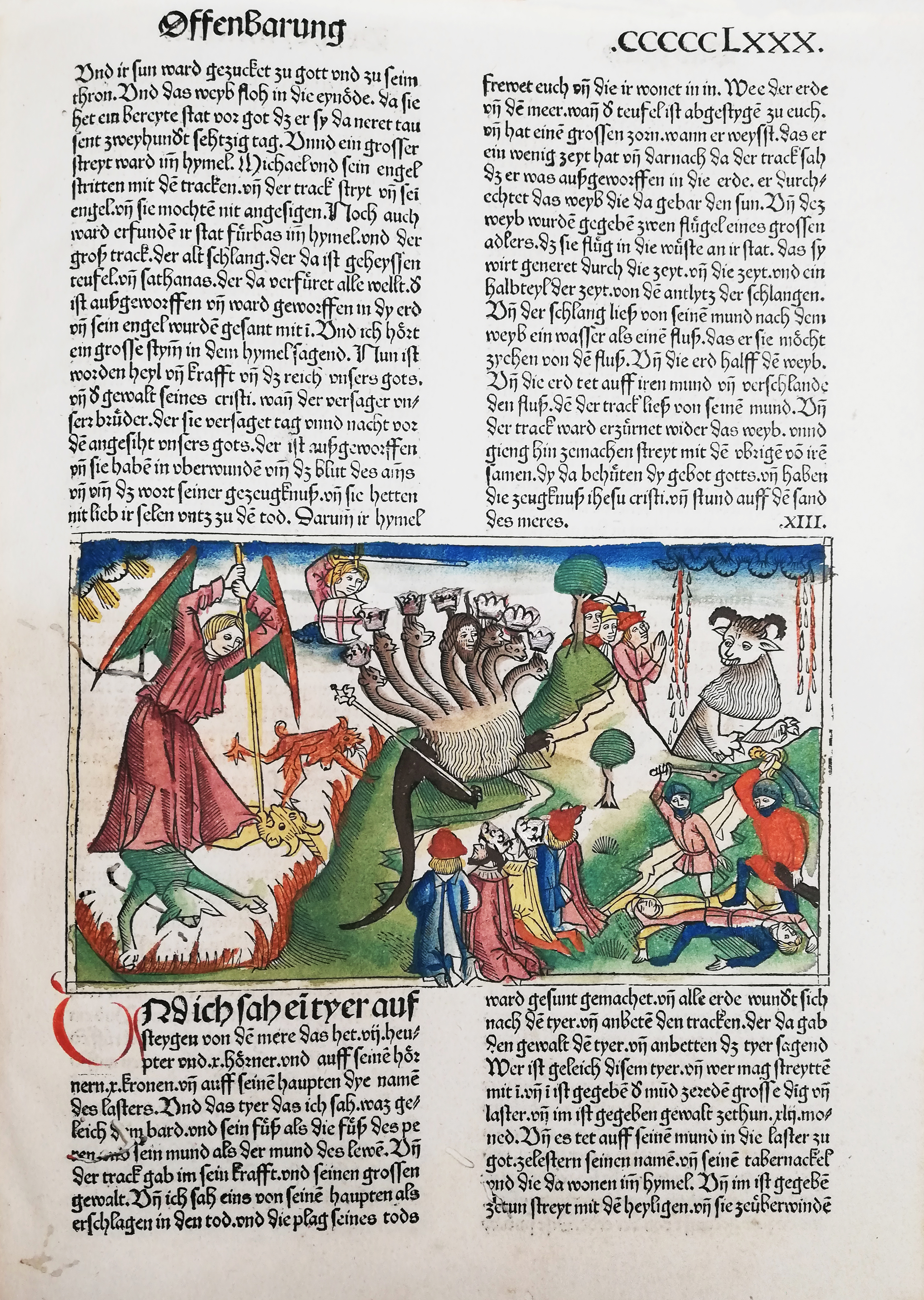
Una pagina dell'Apocalisse di Giovanni

Liddell rifiuta di definire la sua opera come teatro di ricerca e di avanguardia; rifugge dalla parola "moderno" e dal suo uso, preferendo ricorrere al concetto di antichità e universalità, convinta che la materia umana, i suoi istinti profondi, rimangano gli stessi nel corso del tempo, che lo stato di barbarie sia solo contenuto dalle regole di convivenza civile: "Penso che più che tradizione si debba parlare di antichità. In qualsiasi espressione umana della bellezza c’è la tristezza, l’indignazione, l’allegria, tutto quello che ci appartiene come genere umano, la testimonianza del dolore, dell’ira, della corruzione, dell’abuso, e questo è ricorrente, dalla Bibbia a Eschilo. Basarsi sull’antichità vuol dire prendere atto, prendere coscienza dell’origine della tristezza umana, della natura umana, che ci permette di capirci."

### Teatro antisociale
(Angélica Liddell, Intervista, 9 aprile 2023)
Rispetto alla prospettiva etica ed estetica del teatro politico, la regista catalana afferma di non credere nella possibilità dell'arte, e in particolare del teatro, di cambiare gli individui, di creare "comunità", attribuendo solo alla scuola e all'educazione la possibilità di formare e migliorare le persone. Autodefinendo se stessa "un'anarchica", sostenitrice della libertà individuale, e il suo un "teatro antisociale", identifica la società, la comunità, i gruppi di individui, nel loro potenziale totalitario, repressivo: "la società fa emergere il lato peggiore dell'individuo".

### Maestri
(Angélica Liddell, Intervista, 2023)
L'autrice fa risalire la sua decisione di diventare regista teatrale ad uno spettacolo cui assistette a Madrid, Oggi è il mio compleanno, l'ultima opera del regista polacco Tadeusz Kantor, che negli anni '80 ebbe un impatto significativo nei circoli teatrali spagnoli.

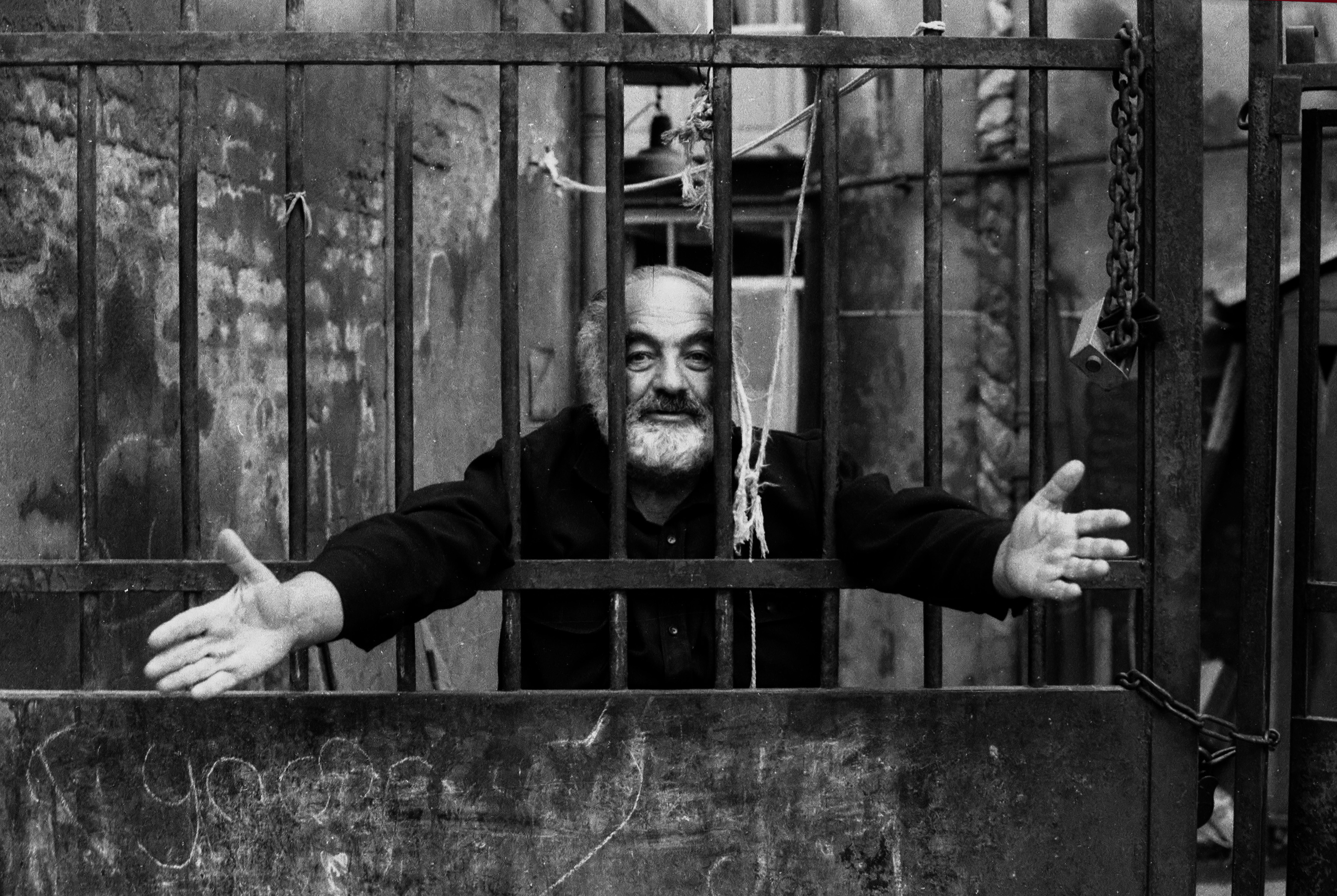
Sergej Paradžanov

Tuttavia, riferendosi agli autori che l'hanno maggiormente ispirata, il suo tributo non va ad autori di teatro - anche se ha dichiarato come suoi "numi tutelari" Artaud e Pasolini - ma a maestri della pittura: Goya, Velasquez, de Ribera, l'España negra, l'avrebbero condotta a perseguire un'estetica nella quale le immagini, le composizioni sceniche delle sue opere vengono costruite come dei disegni, dei quadri in cui la disposizione dei corpi degli attori, una successione di tableau visivi, intende generare emozioni.
Anche il cinema viene indicato da Liddell come una delle sue maggiori fonti di ispirazione: ha dichiarato che il regista sovietico Paradžanov è stato per lei un faro, i film di Pasolini di fondamentale riferimento per il suo lavoro; ha visto in Tarkovskij il rappresentante della nostalgia della poesia. Altri registi importanti da lei citati sono Bergman (il suo film Luci d'inverno è ad esempio evocato nello spettacolo Prima lettera di San Paolo ai Corinzi), i film horror, registi giapponesi come Koji Wakamatsu, i western di Sergio Leone e John Ford, da lei ritenuti "la cosa più vicina a Shakespeare".

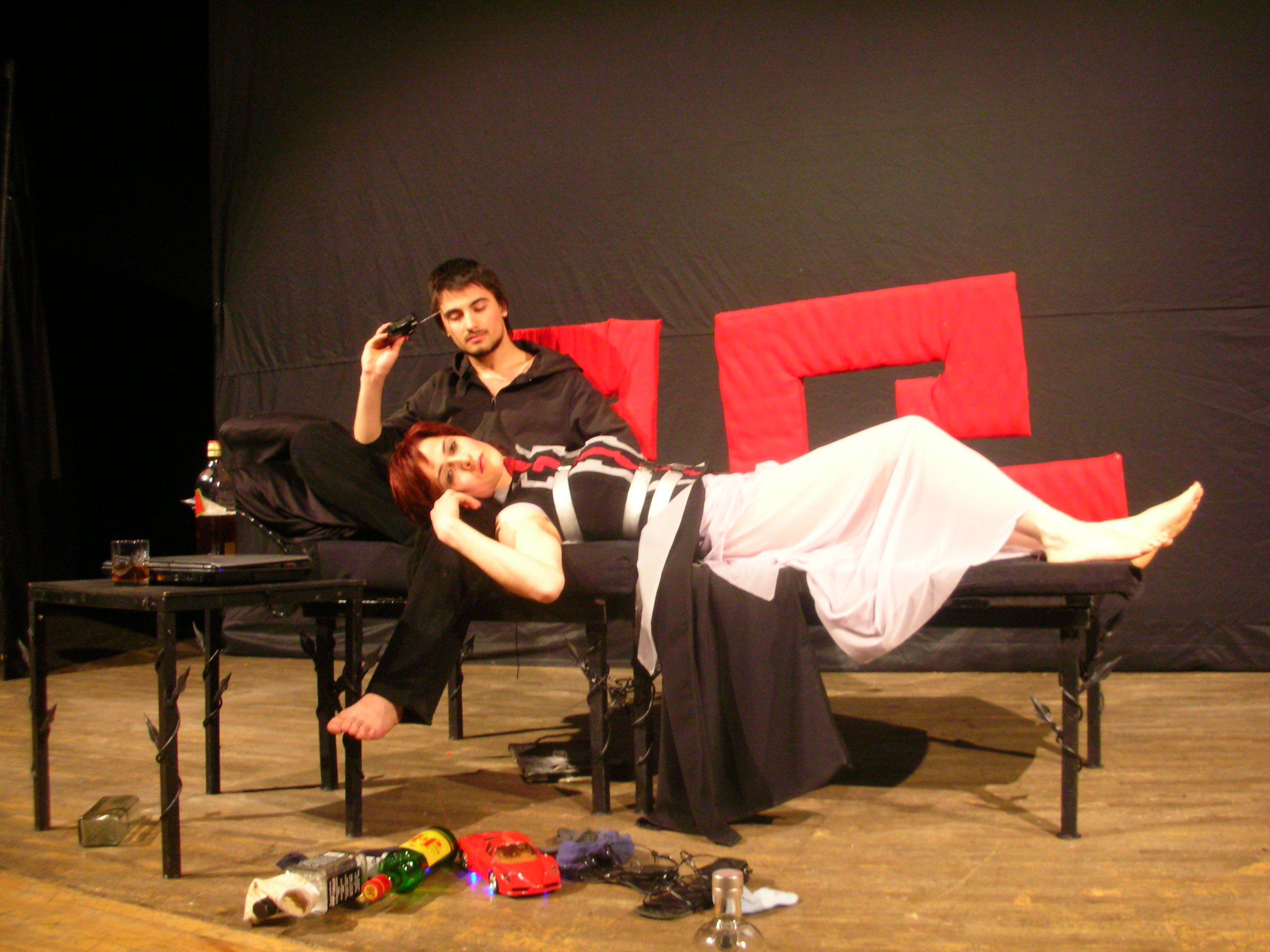
Una scena de L'amore di Fedra di Sarah Kane

Dal punto di vista letterario, accompagnano la sua vita e le sue opere, e in particolare la sua riflessione sul male, Genet, Sade, Bataille, Foucault, autori giapponesi come Mishima, Yasunari Kawabata.
Silvia Monti, nel suo saggio Convergenze culturali nel teatro di Angélica Liddell rileva come, nonostante Liddell abbia ripetutamente negato in alcune sue interviste di avere dei maestri, dietro l'apparente essenzialità dei testi, la sua drammaturgia si nutra di un' "impressionante rete di riferimenti culturali": dall’happening, il movimento Fluxus e l'azionismo viennese degli anni sessanta, caratterizzato, quest'ultimo, dall'uso dissacrante di immagini sado-maso e autolesionistiche, all'in-yer-face theatre di Sarah Kane e di altri drammaturghi britannici della seconda metà del Novecento che si concentrarono su temi "disturbanti" come il sesso, la violenza, il suicidio; dal teatro della crudeltà di Artaud, al drammaturgo austriaco Thomas Bernhard, molto amato da Liddell, con cui condivide l'antisocialità, il tema della pazzia e della malattia, la riflessione sui rapporti umani.
In ambito prettamente spagnolo, Monti individua un legame di Liddell con Fernando Arrabal e, per quanto riguarda i temi e il concetto di teatro come cerimoniale e rito, con Rodrigo García e il catalano Roger Berna, mentre, in riferimento alla scena artistica italiana, la regista e drammaturga spagnola viene accostata all'artista poliedrico Pippo Delbono, da lei stessa nominato in alcune interviste.

### Violenza e sacrificio
La relazione tra il sacrificio e il poetico è indagata in alcuni scritti di Liddell raccolti in El sacrificio como acto poético (2014). Per l'autrice la violenza, radicata nello strato più profondo della condizione umana, è anche necessaria per accedere alla verità; evoca la redenzione attraverso il sacrificio di sé, la ricerca della bellezza attraverso il dolore. Ognuno degli spettacoli di Liddell può essere interpretato come un tentativo di redenzione; l'autrice mette in scena e si appropria del dolore del mondo, esibendolo senza pudore, trasferendolo nel proprio corpo, spingendo lo spettatore a riconoscerlo come parte di sé, della crudeltà che ci circonda: 
(Angélica Liddell, Mi relación con la comida, 2007)

## Contestazioni e polemiche
Gli spettacoli di Angelica Liddell suscitano nel pubblico reazioni opposte, di fascino o di repulsione: "folgorano o innervosiscono, entusiasmano o sono solo desolanti".

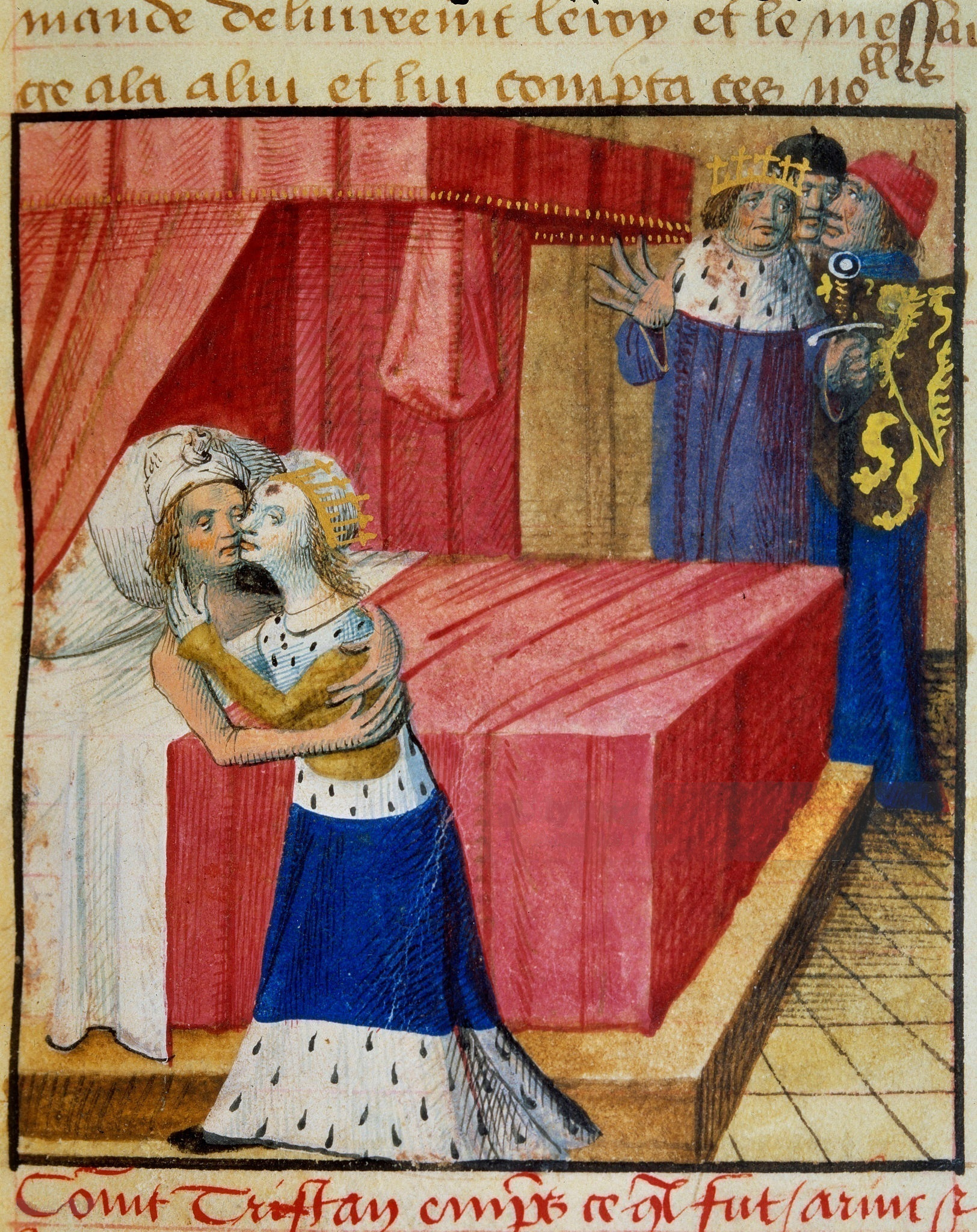
Tristano e Isotta. La morte degli amanti. XV secolo

Critiche e polemiche possono accompagnare o seguire la messa in scena delle sue opere: a Barcellona, ad esempio, il pubblico che ha assistito a una rappresentazione di Te haré invisible con mi derrota, ha preso le distanze dalla sua performance, giudicando l'artista troppo crudele. In Italia, a Vicenza nel settembre 2015, sulla base di alcune fotografie e interviste rese prima che lo spettacolo andasse in scena, un gruppo di cattolici conservatori, con il sostegno di alcuni esponenti politici, ha chiesto l'annullamento di Prima lettera di San Paolo ai Corinzi, parte del Ciclo delle resurrezioni, uno spettacolo coprodotto dal Teatro Olimpico allora diretto da Emma Dante, perché giudicato blasfemo, a causa di presunte "scene di masturbazione con il crocifisso e del sangue vero prelevato da un attore".
Nel 2022 la prima dello spettacolo Liebestod, messa in scena al Teatro Arena del Sole di Bologna, e ispirata alla storia di Tristano e Isotta di Wagner, dalla cui aria finale - “morire d’amore” - prende il titolo l'opera, e alla biografia del leggendario torero Juan Belmonte, ha suscitato sconcerto e disappunto nel pubblico per le scelte estreme e provocatorie, i contenuti di violenza, intrecciati ai temi di amore e morte, al conflitto individuale contro tutto e tutti.
Liddell ha sempre indicato come superficiali le critiche rivoltele di blasfemia, affermando il suo interesse per il sacro, per la trascendenza, per la religione "come ne parlava Bataille, qualcosa di sovversivo, estraneo alla vita calcolata della ragione, irrazionale e antisociale". La sua educazione cristiana, la sua conoscenza della Bibbia farebbero parte del suo linguaggio poetico e del suo "universo allucinante e allucinatorio": "Sono una cristiana senza chiesa. Il mio corpo è la mia chiesa".

## Teatro
- 1988. Greta quiere suicidarse
- 1991. El jardín de las Mandrágoras
- 1993. Leda
- 1994. Dolorosa
- 1996. Suicidio de amor por un difunto desconocido
- 1998. Frankenstein
- 1999. Perro muerto en tintorería: los fuertes. (Opera selezionata dal Centro Dramático Nacional)
- 2000. La falsa suicida
- 2001. Once upon a time in West Asphixia
- 2001. El matrimonio Palavrakis[81]
- 2003. Hysteria PassioBiancaneve e i sette nani, Metro theater-studio

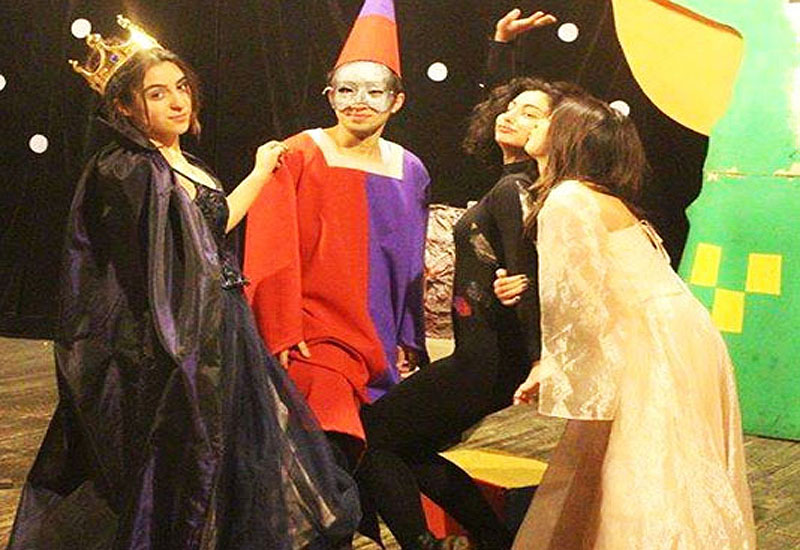
Biancaneve e i sette nani, Metro theater-studio

- 2003. Lesiones Incompatibles con la vida
- 2003. Y los peces salieron a combatir contra los hombres
- 2005. Y cómo no se pudrió Blancanieves
- 2005. El año de Ricardo
- 2006. Boxeo para células y planetas
- 2007. Broken blossoms
- 2007. Perro muerto en tintorería: los fuertes
- 2008. Anfaegtelse
- 2009. La casa de la fuerza
- 2009. Te haré invencible con mi derrota
- 2011. Maldito sea el hombre que confía en el hombre: Un proyecto de alfabetización, spettacolo coprodotto pe il Festival di autunno di Avignone. Prima pièce della Trilogia cinese
- 2012. Ping Pang Qiu, Seconda pièce della Trilogia cinese
- 2012. San Jerónimo
- 2013. Todo el cielo sobre la tierra (el síndrome de Wendy). Terza pièce della Trilogia cinese
- 2014. Gloria in excelsis, festival di Asti
- 2014. You are my destiny (Lo stupro di Lucrezia), Prima pièce del Ciclo de las resurrecciones
- 2014. Tandy, Seconda pièce del Ciclo de las resurrecciones
- 2015. Primera carta de San Pablo a los corintios (Prima lettera di San Paolo ai Corinzi. Cantata BWV 4, Christ lag in Todesbanden. Oh, Charles!), Terza pièce del Ciclo de las resurrecciones
- 2015. Esta breve tragedia de la carne, Prima parte della Trilogía del infinito
- 2015. Misteri e fuoco sulla via Francigena
- Felice Ficherelli (1603-1660), Lo stupro di Lucrezia2016. El orgullo de la nada

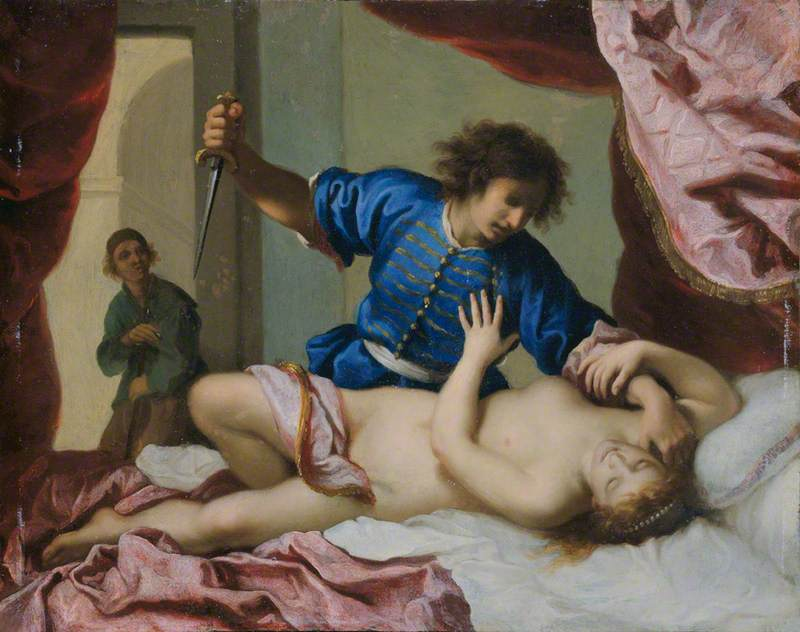
Felice Ficherelli (1603-1660), Lo stupro di Lucrezia

- 2016. ¿Qué haré yo con esta espada? Seconda pièces della Trilogía del infinito
- 2016. El Decameron, presentato alla Biennale di Venezia
- 2017. Toter hund in der chemischen reiningung: die starken (con la compagnia Schaubuhne di Berlíno)
- 2017. Génesis 6, 6-7", Terza parte della Trilogía del infinito
- 2018. Esta breve tragedia de la carne (This Brief Tragedy of the Flesh), Alexander Kasser Theater (New Jersey)
- 2018. The Scarlett Letter
- 2019. La historia de la locura de Foucault, L’ecole de Maitres, 2019
- 2019. Una costilla sobre la mesa: madre
- 2019. Una costilla sobre la mesa: padre
- 2021. Liebestod. El olor a sangre no se me quita de los ojos. Juan Belmonte
- 2021. Terebrante
- 2022. Caridad. Una aproximación a la pena de muerte dividida en 9 capítulos

## Pubblicazioni
- Leda, Madrid, Centro Nacional de Nuevas Tendencias Escénicas, 1993
- Haemorroísa / Haemorroísa hasta el polo Norte o Haematuria survivor killer, in Ophelia, revista de teatro y otras artes, nº 5, 2002, Madrid, pp. 26–43
- Llaga de nueve agujeros, in Primer acto: Cuadernos de investigación teatral, nº 295, 2002, Madrid, pp. 132–137
- Lesiones incompatibles con la vida, Editorial Dúplex, 2003
- Tríptico de la aflicción (comprende El matrimonio Palavrakis, Once upon a time in West asphixia o hijos mirando al infierno, Hysterica passio): è stato pubblicato nel 2004 in Acotaciones: revista de investigación teatral, n, 12 (gennaio-giugno 2004) e nel 2012 da Artezblai, Bilbao
- Mi relación con la comida, Sociedad General de Autores, 2005
- Cuarteto para el fin del tiempo. El año de Ricardo, Caja España, 2006
- Trilogía. Actos de resistencia contra la muerte, Editorial Artezblai, 2007; contiene Y los peces salieron a combatir contra los hombres, Y como no se pudrió... Blancanieves y El año de Ricardo
- Belgrado. Canta lengua el misterio del cuerpo glorioso, Artezblai, 2008
  - Belgrado: canta lingua il mistero del corpo glorioso, studio e traduzione di Silvia Monti, Pisa, ETS, 2007, ISBN 978-88-467-5123-2
- La desobediencia, hágase en mi vientre, in Pliegos de teatro y danza nº 26, Aflera Producciones, S.L, 2008. Include cinque testi scritti tra il 2003 e il 2008: Lesiones incompatibles con la vida (2003), Broken Blossoms (2004), Yo no soy bonita (2005), Enero (2006-2008) e Ni siquiera el fuego goza de salud (2007-2008)
- Perro muerto en tintorería: los fuertes; Caos Editorial, 2009

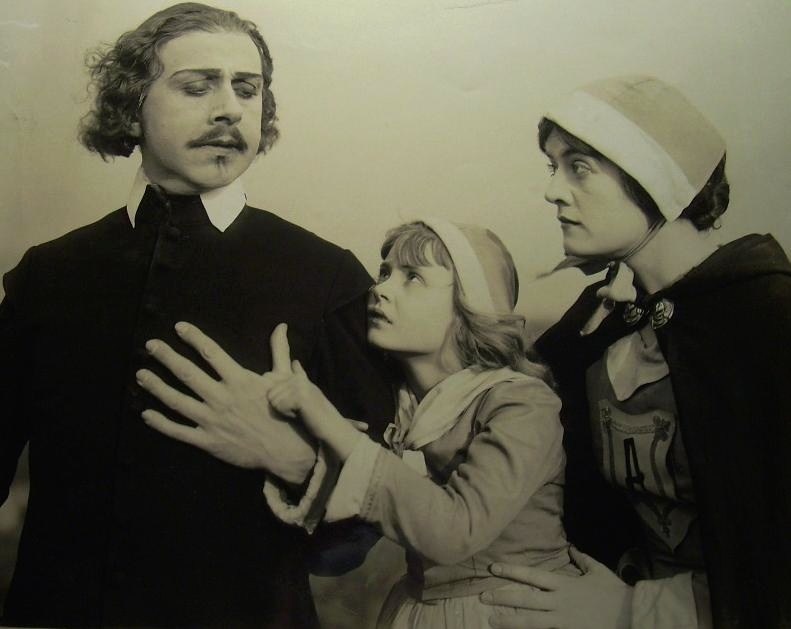
La lettera scarlatta (1917)

- La lettera scarlatta (1917)Dead Dog at Dry Cleaners: The Strong; traducción de Simon Breden; Caos Editorial, 2009
- Perro muerto en tintorería, en Denis Diderot El sobrino de Rameau; Nórdica, 2008
- Frankenstein y la historia es la domadora del sufrimiento, Eugenio Cano editor, 2009
- Monólogo necesario para la extinción de Nubila Wahlheim y extinción, Artezblai, 2009
- La casa de la fuerza. Te haré invencible con mi derrota. Anfaegtelse, Ediciones La Uña Rota, 2011
- Le jour que je suis tombée amourense de la voix de Pascal Rambert. Antes de los 13 ya habré leído a Wittgenstein, editorial Dramangular, 2011
- Tríptico de la aflicción. Lesiones incompatibles con la vida, Artezblai, 2011
- Maldito sea el hombre que confía en el hombre, un projet d'alphabétisation, Artezblai, 2011
- El centro del mundo, Ediciones la Uña Rota, 2014
- El sacrificio como acto poético, Ediciones Contintametienes, 2014
- Ciclo de las resurrecciones, Ediciones La Uña Rota, 2015
- "Via Lucis", Ediciones Contintametienes 2015
- ¿Qué haré yo con esta espada?, Ediciones La Uña Rota, 2016
- Trilogía del Infinito, Ediciones La Uña Rota, 2016
- Una costilla sobre la mesa, La Uña Rota
- Dicen que Nevers es más triste, La Uña Rota
- Guerra interior, Ediciones La Uña Rota, 2020.
- Solo te hace falta morir en la plaza, Ediciones La Uña Rota, 2021
  - Non devi far altro che morire nell'arena, traduzione Silvia Lavina, Bologna, Sossella, 2022
- Kuxmmannsanta. Ediciones La Uña Rota, 2022
- Los inspectores de linoleos viejos, Ediciones La Uña Rota, 2023
- Caridad. Una aproximación a la pena de muerte dividida en 9 capítulos
  - Caridad. Un’approssimazione alla pena di morte in 9 capitoli, produzione Ert, Luca Sossella Editore, 2023

### Poesia
- Los deseos en Amherst, Ediciones Trashumantes, 2008
- Una costilla sobre la mesa, Ediciones La Uña Rota, 2018
- Veo una vara de almendro, veo una olla que hierve, Ediciones La Uña Rota, 2021

## Premi
- 1988. Premio Città di Alcorcón per Greta quiere suicidarse
- 2003. Premio di Dramaturgia Innovativa Casa di Amsterdam per Nubila Wahlheim
- 2004. Premio SGAE di Teatro per La mia relazione con il cibo
- 2007. Premi Valle Inclán di Teatro per L'anno di Ricardo
- 2012. Premio Nazionale di Letteratura Drammatica per La casa della forza
- 2013. Leone di argento della Biennale Teatro di Venezia
- 2016. Premio Leteo
- 2020. Premio della critica di Catalogna al migliore spettacolo internazionale per The Scarlett Letter

### Video-interviste
- Biennale Teatro 2013 - Angélica Liddell (incontri/meetings), 9 agosto 2013. URL consultato il 14 aprile 2023.
- Biennale Teatro 2016 - Meeting with Angélica Liddell, 9 agosto 2016. URL consultato il 14 aprile 2023.
- Angélica Liddell - Intervista Altre Velocità, 6 novembre 2011. URL consultato il 14 aprile 2023.